# 阿维奥
阿维奥（義大利語：Avio），是意大利特伦托自治省的一个市镇。总面积68.83平方公里，人口4091人，人口密度59.4人/平方公里（2009年）。ISTAT代码为022007。